# 分子時計
分子時計（ぶんしどけい、英語: molecular clock）とは、生物間の分子的な違いを比較し、進化過程で分岐した年代を推定したものの仮説。分子進化時計とも呼ばれることがある。

## 登場背景
元々、様々な生物は進化によって分かれてきたものと考えられてきたが、その分岐がいつ頃起こったものかを推定する方法はなかった。
化石による推定は行われたが、発掘された化石がどの程度古いかの判断は、その化石の地層から判断される。地層による年代判定は誤差が大きく、炭素14を用いた年代測定（放射性炭素年代測定）も6万年前程度が理論的限界である。このため、発見された場所が遠く離れたところにある化石同士がどちらが古いかを判断することは、常に古生物学上の論争の種となっていた。また、そもそも化石からのみで生物の進化系譜を構築することは、非常に困難であった。
また、化石に残らない生物は、その進化系譜を推定すること自体が困難であった。そこで、生物を構成する分子構造の差から進化の系譜を模索する研究が始まった。

## ヘモグロビンの構造
1955年頃から、アメリカのライナス・ポーリングとエミール・ズッカーカンドルは、ヘモグロビンのα鎖を構成するアミノ酸に注目した。ヘモグロビンα鎖は141個のアミノ酸からなることが知られていた。また、動物により配列が異なることから、ポーリングらはいろいろな動物間でこのアミノ酸の配列の異なる個数を調べたところ、以下の結果を得た。
- ヒト - ゴリラ：1個[3]
- ヒト - イヌ：23個[4]
- ヒト - イモリ：62個[要出典]
- ヒト - 鯉：68個[4]

生物の類縁度が高いほどアミノ酸の配列が異なる個数は少なくなることが分かった。これ以外にも色々な動物間のアミノ酸の配列の違いを測定。さらに、化石上ですでに分岐時期が判明しているものとの相関関係を取ると、アミノ酸α鎖の配列の差と分岐時期に直線関係があることが分かった。
これらのことからアミノ酸配列の突然変異が常に一定速度で発生すると仮定すると、生物間の分子構造の違いと分子構造の時間あたりの変化量から進化系譜が構築できるのではないかという考えが生まれた。1962年、ポーリングらはこれを分子時計と名付けた。
この分子時計の考え方は、木村資生の中立進化説などに大きな影響を与えた。

## ヒトの進化の分子時計

### ヒトの分岐時期
1967年、ヴィンセント・サリッチとアラン・ウィルソンらは、分子時計の拡張を考える。彼らはヒト、ゴリラ、チンパンジー、オランウータン、テナガザルの抗原タンパク質などからその変異を調べた。彼らは、比較する二種類の生物のDNA鎖を混ぜたハイブリッドDNAを作り、このハイブリッドDNAの熱的安定性を調べることで、DNAの塩基配列の差を調べるという手法を採った。
彼らは、この実験により得られたデータから年代との相関関係を求め、分子時計を作った。これによると、類人猿系列からテナガザルが分岐したのが1100万年前から1300万年前、オランウータンが分岐したのが900万年前から1100万年前、ヒトがチンパンジーやゴリラと分岐したのが400万年前から500万年前ということになった。
このデータは大きな議論を起こした。それまでは、類人猿とヒトとの分岐は、1400万年前くらいに生息していたと考えられていたラマピテクスであったというのが主流の考えであったからである。
この後、遺伝子の研究が進み、また、遺伝子解析方法も高度化していくにつれ、分子時計も更新されていった。新しい分子時計が示す結果もサリッチらの研究を裏付けていくデータとなった。
1981年、イギリスのフレデリック・サンガーらが初めてヒトのミトコンドリアDNA (mt-DNA) の全配列の解読を終え、これから求められたヒトとチンパンジーの分岐年代も400万年前程度であった。
一方で、ラマピテクスはオランウータンの祖先に近いことがこのころ判明し、ヒトの分岐が400万年前から500万年前に起きたという説が有力となった。

### ミトコンドリア・イブ
1987年、アメリカのアラン・ウィルソンらは更にヨーロッパ、アフリカ、アジア、オーストラリア、アメリカの147人のミトコンドリアDNAを使って調査を行った結果を公表した。それは、すべて14万年前から29万年前のアフリカにいた女性の子孫であるという衝撃的なものであった。これはアフリカ人同士の配列が一番遠く、アフリカから離れるにつれて配列が近くなっていくことから分かったものである。これにより、ヒトはアフリカで発生し、世界各地に進出していったという仮説が提唱された。
従来、ヒトの発生に関して、ある場所で発生し世界中に進出していったとする人類拡散説（アフリカサバンナ起源説）と世界各地で同時期に発生したとする多地域発生説（多地域人類進化説）との論争があった。この分子時計を利用したミトコンドリアDNAに関する仮説により人類拡散説を有力とする向きが増えた。これにより、ダーウィン以降すでに提唱されていた、人類のアフリカ起源を裏付けるものとなった。
また、人類の共通の祖先である女性のことをミトコンドリア・イブと呼ぶようになった。（人類から遡れる共通の祖先であるが、この女性から今の人類が皆生まれた、ということではないことに注意されたい。）この女性はアフリカにいたと考えられている。
1991年、ウルフ・ギレンステインらは、ミトコンドリアDNAに父系由来のものがあることを発見した。これによると、分子時計はさらに速く進むことになる。
1997年、スバンテ・ペーボらが世界ではじめてネアンデルタール人のミトコンドリアDNAの解析に成功。これによると、ヒト（ホモ・サピエンス）とネアンデルタール人（ホモ・ネアンデルターレンシス）との分岐は60万年前と推定された。

## 分子時計の正確性
一方で、生物によって、ミトコンドリアDNAの塩基置換速度が異なることがすでに分かっている。また、どの時代においても塩基置換速度が一定に推移したのかも大きな疑問として残っている。これらを踏まえ、分子時計の正確さに疑問を持つ声もある。
少なくとも、速い変化率を示す分子が、より過去において遅い変化率を示す例が知られ、指数関数的な較正について述べられている。